# Cocholla circulata
Cocholla circulata is een hooiwagen uit de familie Cosmetidae.